# هنري هربرت
هنري هربرت (22 يناير 1863 - 30 نوفمبر 1884) (بالإنجليزية: Henry Herbert)‏ هو لاعب كريكت بريطاني.